# Ecamede
Ecamede (in greco antico: Ἑκαμήδη) è un personaggio della mitologia greca, menzionata nell'Iliade.
Figlia di Arsinoo, venne catturata da Achille nella conquista dell'isola di Tenedo mentre lo stesso si recava a Troia. Successivamente divenne schiava di Nestore.
la ricciuta Ecamède. Era costei
del magnanimo Arsìnoo una figliuola
che il buon vecchio da Tenedo condotta
avea quel dì che la distrusse Achille,
e a lui, perché vincea gli altri di senno,
fra cento eletta la donâr gli Achivi.»
(Iliade, XI, 836-842, trad. V. Monti)